# Чистый переулок
Чи́стый переу́лок (с конца XVII века по 1922 год — Обухов переулок) расположен в районе Хамовники Центрального административного округа Москвы. Проходит от Пречистенки до Большого Лёвшинского переулка.

## История
В XVII веке на месте переулка располагались земли обширной дворцовой Конюшенной слободы. В течение XVIII века, когда слободские земли перешли во владение дворянства, весь район от Арбата до Остоженки продолжал именоваться Старой Конюшенной.
Переулок, полностью выгоревший в пожар 1812 года, был в последующие два десятилетия застроен одно-двухэтажными дворянскими усадьбами (сохранившиеся дома № 4, 5, 7, 9). В третьей четверти XIX века владения по Пречистенке и Чистому переулку перешли в купеческие руки. В начале XX века переулок был частично застроен многоэтажными доходными домами (№ 6, 8); в 1960-е годы к ним был пристроен типовой жилой корпус.
В непосредственной близости от Чистого переулка расположены посольства Мексики (Большой Лёвшинский переулок, 4), Дании (Пречистенский переулок, 9) и выставочный зал Академии Художеств (Пречистенка, 21).

## Здания и сооружения

### По нечётной стороне

#### № 1
Доходные дома второй половины XIX века. Дом на углу с Пречистенкой, построенный в 1904 году архитектором С. Ф. Кулагиным, стал прототипом «калабуховского дома», в котором разворачивается действие повести Михаила Булгакова «Собачье сердце». До революции здесь жил дядя писателя, врач-гинеколог Николай Михайлович Покровский, послуживший прототипом профессора Преображенского.

#### № 5, усадьба Афросимовых
№ 5, стр. 1 
Главный дом усадьбы, начало XIX века, архитектор Д. Соколов;
№ 5А — жилой дом постройки 1902 года, входил в участок усадьбы Афросимовых, но в 1920-х годах был надстроен и получил отдельный адрес. В рамках гражданской инициативы «Последний адрес» на доме установлен мемориальный знак с именем инженера Евгения Васильевича Фролова, расстрелянного сотрудниками НКВД 13 апреля 1939 года. В базе данных правозащитного общества «Мемориал» есть имена шести жильцов этого дома, расстрелянных в годы террора.
№ 5Б, стр. 1 
Усадебный флигель (1816, 1878, 1980).
В начале XIX века усадьба принадлежала семейству Афросимовых. Хозяйкой владения, к которому относилась и территория дома № 7, была супруга обер-кригскомиссара Настасья Дмитриевна Офросимова, прототип Маремьяны Бабровны Набатовой («Вести, или живой убитый» Фёдора Ростопчина), Анфисы Ниловны Хлёстовой («Горе от ума» Александра Грибоедова) и Марьи Дмитриевны Ахросимовой («Война и мир» Льва Толстого).
Во 2-й половине XIX века усадьбу купил купец Николай Козьмич Бакланов, владевший вместе с братом, Иваном Козьмичом, Бабкинской мануфактурой. Затем, ввиду их финансовых затруднений, владение перешло к фабриканту Николаю Коншину-старшему:325.
В 1899 году владелицей усадьбы стала Мария Ивановна Протопопова (урождённая Четверикова). Домовладение было приобретено её супругом, промышленником и крупным благотворителем С. А. Протопоповым за 239 тысяч рублей и записано на имя Марии Ивановны. Владельцы жили в главном доме.
В этот период в главном одноэтажном деревянном корпусе на каменном фундаменте было 13 светлых комнат, 4 темных чулана и коридор на первом этаже и одна тёмная и три светлых комнаты в мезонине. В устроенных над первым этажом антресолях были 4 светлые комнаты с окнам во двор. Людская, кухня, столовая и поварская располагались в подвале. Фронтон фасада был украшен вензелем «МП» — инициалами Марии Протопоповой. Дом имел печное отопление, водопровод и канализацию. За главным зданием был небольшой сад. В хозяйственном дворе располагались два каменных амбара и служебные постройки.
Дочь владельцев жила в правом деревянном флигеле. Левый флигель был перестроен в каменный двухэтажный особняк. Он сдавался квартиросъёмщикам.
После революции усадьба была национализирована, после чего главный дом усадьбы стал резиденцией послов Германии в СССР. Левый флигель был надстроен. В числе прочих, здесь жили граф Ульрих фон Брокдорф-Ранцау (1922—1928) и граф Вернер фон Шуленбург (1934—1941), ночью 22 июня 1941 года вручивший Молотову ноту об объявлении войны Германией СССР.
5 сентября 1943 года здания бывшей усадьбы были переданы И. В. Сталиным Московской патриархии. В настоящее время здесь размещаются рабочая резиденция Патриарха Московского и всея Руси, канцелярия и управление делами Московской патриархии.

#### № 7, дом Танеевых
№ 7, стр. 1 . В XIX веке входил в территорию усадьбы Афросимовых (№ 5). В 1866—1889 годах здесь жил пианист и композитор Сергей Танеев, в 1870—1919 годах — также и его старший брат, философ и адвокат Владимир Танеев (мемориальная доска, 1966, архитектор А. Б. Гурков).
В наши дни в этом домике находится музыкальная школа имени С. И. Танеева.

#### № 9
Двухэтажный дом первой половины XIX века. В 2013 году был снесён до фасадной стены. На втором этаже несохранившегося флигеля этого здания, прозванного «голубятней», в 1924—1925 годах жил писатель Михаил Булгаков. Здесь им были созданы пьеса «Дни Турбиных», повести «Собачье сердце» и «Роковые яйца».

#### № 11/7, дом А. И. Рожновой
На углу с Большим Лёвшинским переулком — здание XIX века; фасад был изменён в 1888 году архитектором М. К. Геппенером. В настоящее время здесь находится консульство Австрии.

### По чётной стороне

#### № 2/22, Пречистенская полицейская часть

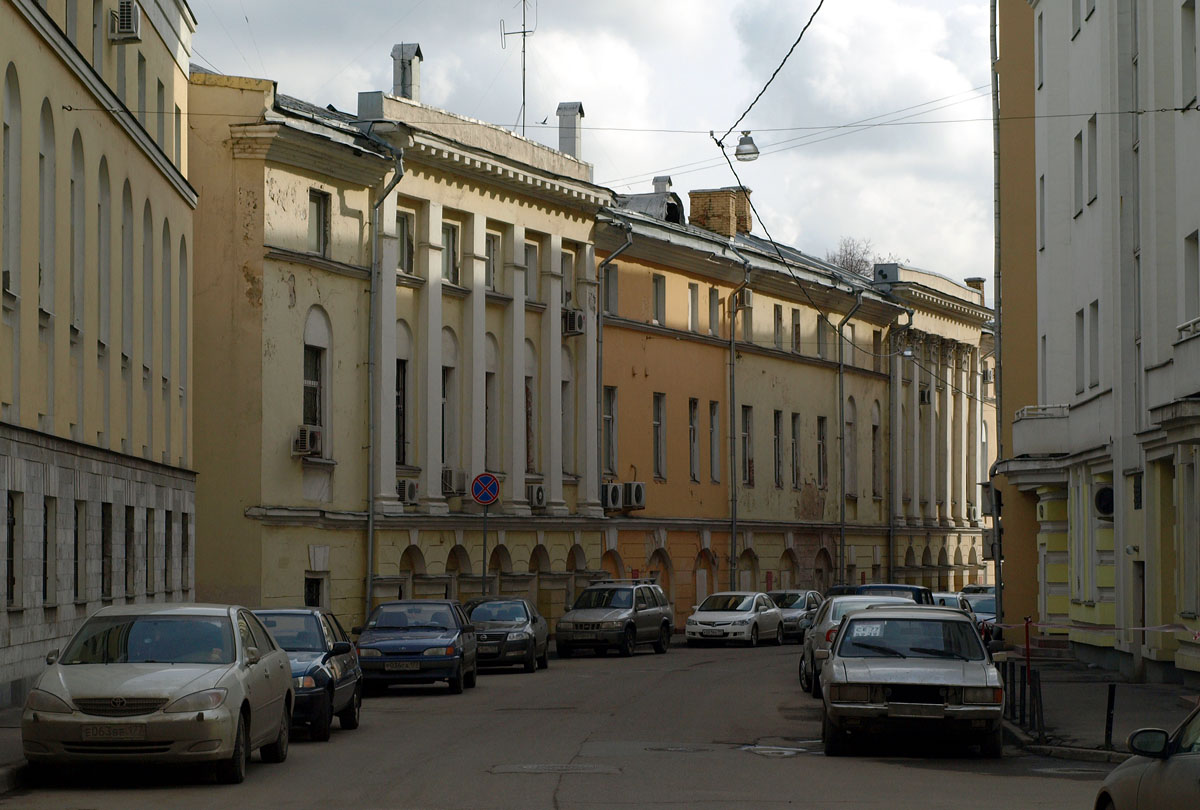
Дом № 2/22

Квартал на углу Чистого переулка и Пречистенки (№ 2/22) занимает большой ампирный комплекс построек 1830-х годов — бывшая Пречистенская полицейская часть. В XIX веке здание было увенчано каланчой (не сохранилась).
Здание полицейской части было построено на участке, принадлежавшем семье Ермоловых. Сам генерал А. П. Ермолов жил в собственном доме по соседству, на Пречистенке (дом № 20).
Здесь сидел под арестом А. И. Герцен. В настоящее время в здании размещается главное управление противопожарной безопасности МЧС по Москве.

#### № 4, усадьба С. Волконской — А. К. фон Мекка

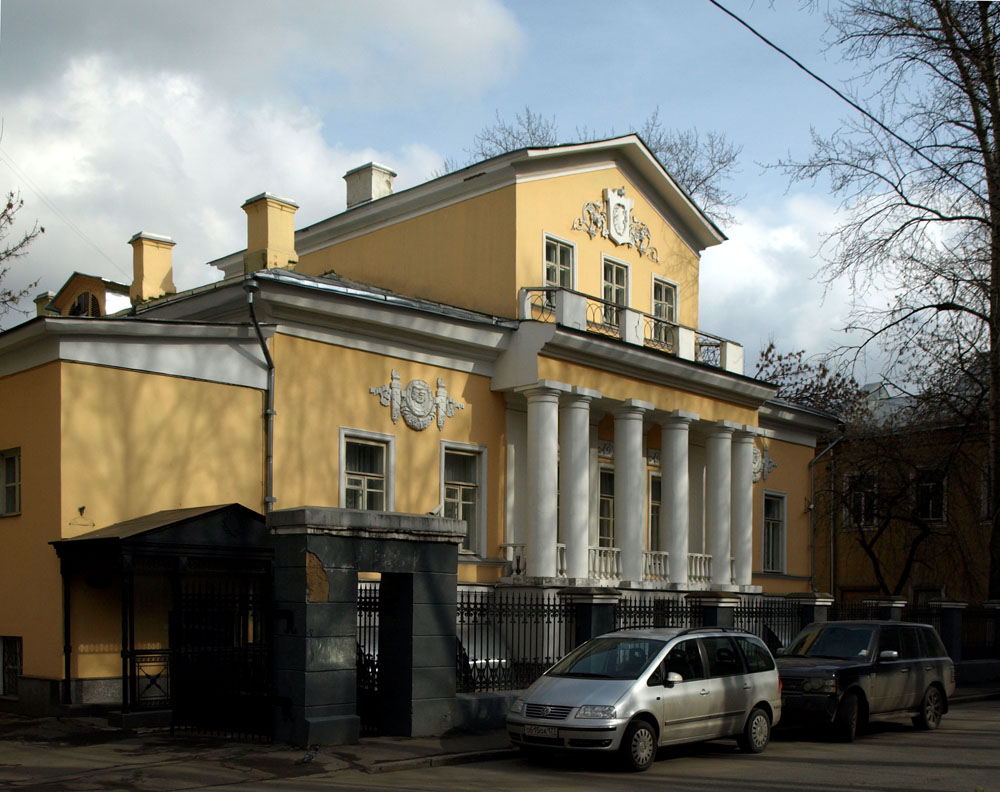
Дом № 4

№ 4, стр. 1,  — главный дом усадьбы, начало 1820-х годов, 1897.
№ 4, стр. 2,  — усадебный флигель, конец 1810-х — начало 1820-х годов; 1897, перестраивался в XX веке.
Главный дом усадьбы, здание в ампирном стиле, был построен летом 1821 года для бригадирши Софьи Волконской.
В 1896 году этот и соседний (№ 6) участки были приобретены семейством «железнодорожных королей» фон Мекк, стремительно выдвинувшимся в ряды богатейших семей России на волне «железнодорожной горячки» 2-й половины 1860-х — 1870-х годов. Начиная с этого времени и вплоть до 1917 года многие представители династии занимали выдающееся место как в экономической, так и в общественной и культурной жизни России. Надежда Филаретовна фон Мекк (урожденная Фроловская) известна многолетним оказанием поддержки П. И. Чайковскому. Именно ей композитор посвятил Четвертую симфонию и Первую сюиту, подарил рукопись оперы «Евгений Онегин» и трёх пьес для скрипки и фортепиано. В 2014 году дом был выставлен на продажу и по сообщениям прессы дом  до ареста в 2024 году принадлежал замминистру Обороны Тимуру Иванову через подставных лиц.

#### № 6, доходный дом А. К. фон Мекк
Здание 1913 года постройки, архитектор А. Н. Зелигсон. Построен по заказу сына Надежды Филаретовны, Александра Фон Мекка, предпринимателя, известного коллекционера и учредителя Русского горного общества.

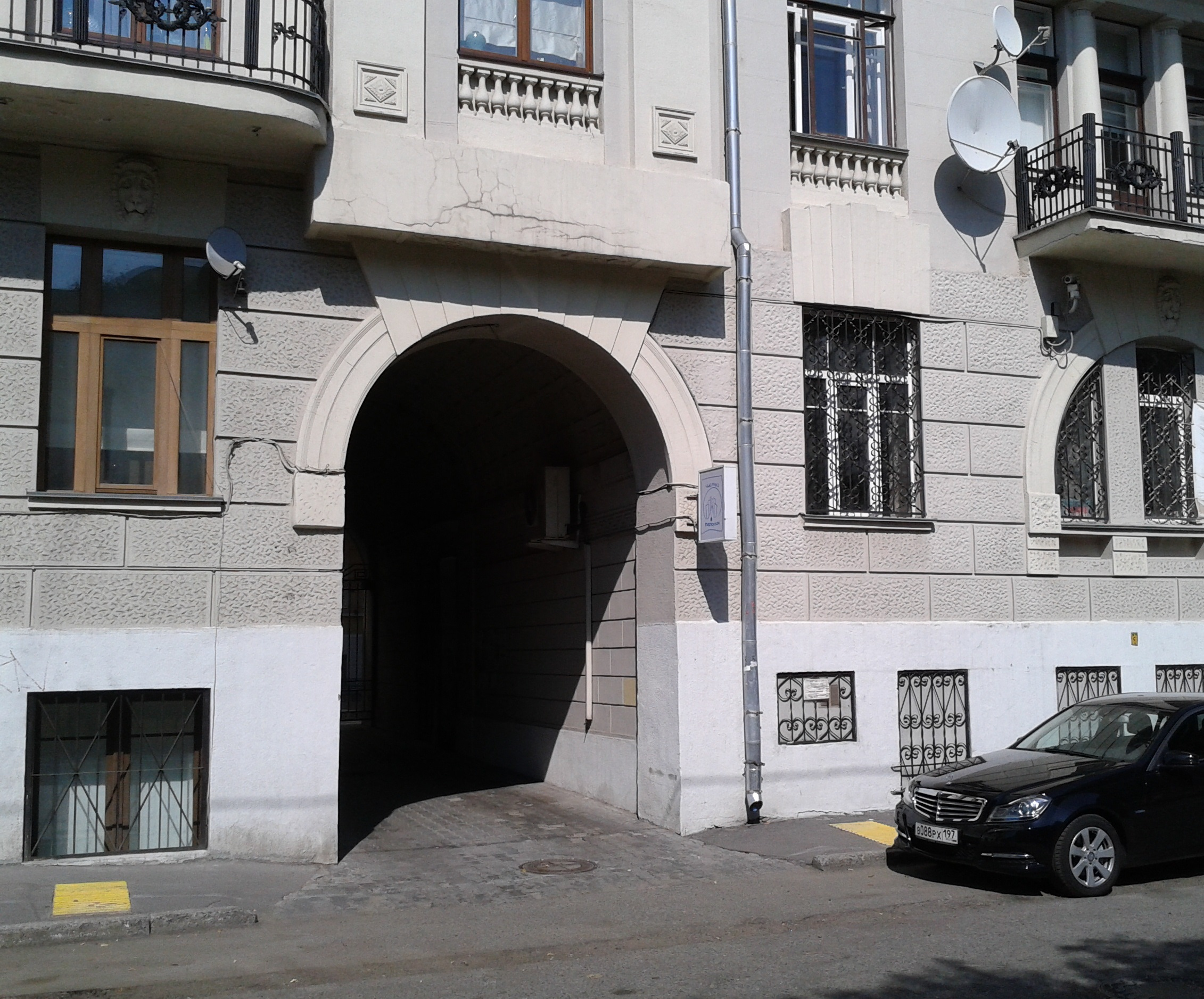
Та самая арка (д. 6)

Арка этого дома фигурирует в фильме «Гостья из будущего».

#### № 8, доходный дом C. М. Казарновского
Здание 1913—1914 годов постройки, архитектор Н. И. Жерихов.
В 1934—1937 годах в этом доме жил Варлам Шаламов, здесь он был арестован во второй раз 12 января 1937 года, сюда писатель неоднократно приходил к родственникам после возвращения с Колымы. Также в этом доме жил художник Алексей Кравченко, в честь которого на здании установлена мемориальная доска В этом доме с 1957 по 1997 год жил известный советский драматург Михаил Михайлович Рощин и в годы брака с ним известная советская актриса Екатерина Васильева с сыном Дмитрием

#### № 10, доходный дом наследников Н. П. Циркунова
Здание 1908 года постройки, архитекторы В. С. Масленников и Н. И. Якунин.

## Переулок в произведениях литературы и искусства
В Обуховом переулке стоит «калабуховский дом», в котором разворачивается действие повести Михаила Булгакова «Собачье сердце». Прототипом самого «калабуховского дома» стал дом, стоящий на углу Чистого переулка и правой стороны Пречистенки. Он построен в 1904 году архитектором С. Ф. Кулагиным. До революции здесь жил дядя писателя Николай Михайлович Покровский, известный в Москве врач-гинеколог, послуживший прототипом профессора Преображенского.